# Camponotus diplopunctatus
Camponotus diplopunctatus é uma espécie de inseto do gênero Camponotus, pertencente à família Formicidae.